# ヴァルトゼー (プファルツ)
ヴァルトゼー (独: Waldsee)はドイツ連邦共和国 ラインラント＝プファルツ州ライン＝プファルツ郡にある町村。ヴァルトゼー連合自治体 (独: Verbandsgemeinde Waldsee) の行政庁所在地である。
シュパイアーの北約3kmに位置する。